# Mikałaj Damaszkiewicz
Mikałaj Fiodarawicz Damaszkiewicz (biał. Мікалай Фёдаравіч Дамашкевіч, ros. Николай Федорович Домашкевич, Nikołaj Fiedorowicz Domaszkiewicz; ur. 1949 w Żytkowiczach, zm. 17 lipca 2024) – białoruski działacz państwowy i samorządowy, przewodniczący Mińskiego Obwodowego Komitetu Wykonawczego (1998–2007), w latach 2000–2004 członek Rady Republiki Zgromadzenia Narodowego Republiki Białorusi II i III kadencji, szef Administracji Prezydenta Republiki Białorusi (2007-2009).

## Życiorys
Ukończył Instytut Budowy Maszyn w Mohylewie ze stopniem inżyniera-mechanika oraz Wyższą Szkołę Partyjną przy KC Komunistycznej Partii Białorusi w Mińsku (1986). W młodości pracował jako ślusarz w żytkowickim przedsiębiorstwie, później był m.in. głównym mechanikiem „Mazyrselbuda”. Działał w radzieckim Komsomole.
W 1990 wybrano go deputowanym do Rady Najwyższej XII kadencji, gdzie zasiadał w Komisji ds. Produktów Spożywczych, Handlu i Usług. Po 1995 był przewodniczącym służb kontrolnych przy Prezydencie Białorusi oraz szefem Komitetu Kontroli Państwowej Republiki Białorusi (1995–1998). W 1998 objął funkcję przewodniczącego Obwodowego Komitetu Wykonawczego w Mińsku – urząd piastował do czerwca 2007.
19 grudnia 2000 roku został członkiem Rady Republiki Zgromadzenia Narodowego Republiki Białorusi II kadencji. Pełnił w niej funkcję członka Stałej Komisji ds. Socjalnych. 15 listopada 2004 roku został członkiem Rady Republiki III kadencji. 11 stycznia 2007 został mianowany kierującego sprawami prezydenta, zdymisjonowany został 4 grudnia 2009.
Asystent prezydenta Białorusi ds. Obwodu witebskiego (2010-2014).